# Psychotria malaneoides
Psychotria malaneoides är en måreväxtart som beskrevs av Johannes Müller Argoviensis. Psychotria malaneoides ingår i släktet Psychotria och familjen måreväxter. Inga underarter finns listade i Catalogue of Life.